# Carta rosa (automóvil)
La Carta Rosa es un documento similar a la carta verde válido en los siguientes países de África central:
- República Centroafricana
- Chad
- Camerún
- Guinea Ecuatorial
- Gabón
- República del Congo (Congo-Brazzaville)